# Список погибших космонавтов
В список погибших космонавтов включены космонавты и астронавты, погибшие при выполнении космических полётов или при подготовке к ним в статусе официального кандидата. В список не включались космонавты и астронавты, погибшие после окончания их участия в космических программах. 
Во время космических полётов всего произошло 4 катастрофы, в которых погибло 18 человек, из которых трое погибли в самом космосе (выше 100 км, выше линии Кармана). Вне космических полётов (при непосредственной подготовке к ним) погибли шестеро космонавтов.
В список не включён Майкл Адамс, американский лётчик, погибший в 1967 году во время суборбитального космического полёта, поскольку на момент гибели он не был астронавтом (хотя ранее и участвовал в программе пилотируемой орбитальной лаборатории), а был зачислен в астронавты посмертно.
В СССР космонавтов, погибших в полёте, хоронили в Кремлёвской стене; в США — в Космическом центре имени Кеннеди создан мемориал «Космическое зеркало».
Список имеет два раздела: «Погибшие при выполнении космического полёта» и «Погибшие при подготовке к космическому полёту». Разделы отсортированы по дате гибели.
| №                                             | Дата гибели                                 | Космонавт                                   | Страна                                      | Обязанности                                     | Возраст (лет)                               | Космический корабль                         | Причина                                                     | Примечание                                                                                               |
| Погибшие при выполнении космического полёта   | Погибшие при выполнении космического полёта | Погибшие при выполнении космического полёта | Погибшие при выполнении космического полёта | Погибшие при выполнении космического полёта     | Погибшие при выполнении космического полёта | Погибшие при выполнении космического полёта | Погибшие при выполнении космического полёта                 | Погибшие при выполнении космического полёта                                                              |
| --------------------------------------------- | ------------------------------------------- | ------------------------------------------- | ------------------------------------------- | ----------------------------------------------- | ------------------------------------------- | ------------------------------------------- | ----------------------------------------------------------- | --- |
| 1                                             | 24.04.1967                                  | Комаров Владимир Михайлович                 | СССР                                        | пилот                                           | 40                                          | Союз-1                                      | Отказ парашютной системы на конечном этапе спуска корабля   | Первый погибший космонавт в истории пилотируемой космонавтики                                            |
| 2                                             | 30.06.1971                                  | Волков Владислав Николаевич                 | СССР                                        | бортинженер                                     | 35                                          | Союз-11                                     | Разгерметизация спускаемого аппарата на высоте более 150 км | Первые и пока единственные люди, погибшие непосредственно в космосе. Пацаев — первый астроном на орбите. |
| 3                                             | 30.06.1971                                  | Добровольский Георгий Тимофеевич            | СССР                                        | командир                                        | 43                                          | Союз-11                                     | Разгерметизация спускаемого аппарата на высоте более 150 км | Первые и пока единственные люди, погибшие непосредственно в космосе. Пацаев — первый астроном на орбите. |
| 4                                             | 30.06.1971                                  | Пацаев Виктор Иванович                      | СССР                                        | инженер-исследователь                           | 38                                          | Союз-11                                     | Разгерметизация спускаемого аппарата на высоте более 150 км | Первые и пока единственные люди, погибшие непосредственно в космосе. Пацаев — первый астроном на орбите. |
| 5                                             | 28.01.1986                                  | Джарвис Грегори Брюс                        | США                                         | специалист по полезной нагрузке                 | 41                                          | Шаттл «Челленджер»                          | Взрыв внешнего топливного бака на 73-й секунде полёта       | |
| 6                                             | 28.01.1986                                  | Макнейр Роналд Эрвин                        | США                                         | научный специалист                              | 35                                          | Шаттл «Челленджер»                          | Взрыв внешнего топливного бака на 73-й секунде полёта       | |
| 7                                             | 28.01.1986                                  | Маколифф Криста                             | США                                         | специалист по полезной нагрузке                 | 37                                          | Шаттл «Челленджер»                          | Взрыв внешнего топливного бака на 73-й секунде полёта       | Первый участник проекта «Учитель в космосе»                                                              |
| 8                                             | 28.01.1986                                  | Онидзука Эллисон                            | США                                         | научный специалист                              | 39                                          | Шаттл «Челленджер»                          | Взрыв внешнего топливного бака на 73-й секунде полёта       | |
| 9                                             | 28.01.1986                                  | Резник Джудит Арлен                         | США                                         | научный специалист                              | 36                                          | Шаттл «Челленджер»                          | Взрыв внешнего топливного бака на 73-й секунде полёта       | |
| 10                                            | 28.01.1986                                  | Скоби Фрэнсис Ричард                        | США                                         | командир экипажа                                | 46                                          | Шаттл «Челленджер»                          | Взрыв внешнего топливного бака на 73-й секунде полёта       | |
| 11                                            | 28.01.1986                                  | Смит Майкл Джон                             | США                                         | второй пилот                                    | 40                                          | Шаттл «Челленджер»                          | Взрыв внешнего топливного бака на 73-й секунде полёта       | |
| 12                                            | 01.02.2003                                  | Андерсон Майкл Филлип                       | США                                         | специалист полёта-3, командир полезной нагрузки | 43                                          | Шаттл «Колумбия»                            | Разрушение шаттла в атмосфере Земли за 16 минут до посадки  | |
| 13                                            | 01.02.2003                                  | Браун Дэвид Макдауэлл                       | США                                         | специалист полёта-1                             | 46                                          | Шаттл «Колумбия»                            | Разрушение шаттла в атмосфере Земли за 16 минут до посадки  | |
| 14                                            | 01.02.2003                                  | Маккул Уильям Камерон                       | США                                         | пилот                                           | 41                                          | Шаттл «Колумбия»                            | Разрушение шаттла в атмосфере Земли за 16 минут до посадки  | |
| 15                                            | 01.02.2003                                  | Чавла Калпана                               | США                                         | специалист полёта-2, бортинженер                | 40                                          | Шаттл «Колумбия»                            | Разрушение шаттла в атмосфере Земли за 16 минут до посадки  | |
| 16                                            | 01.02.2003                                  | Кларк Лорел Блэр Сэлтон                     | США                                         | специалист полёта-4                             | 41                                          | Шаттл «Колумбия»                            | Разрушение шаттла в атмосфере Земли за 16 минут до посадки  | |
| 17                                            | 01.02.2003                                  | Рамон Илан                                  | Израиль                                     | специалист по полезной нагрузке                 | 48                                          | Шаттл «Колумбия»                            | Разрушение шаттла в атмосфере Земли за 16 минут до посадки  | Самый пожилой из погибших космонавтов                                                                    |
| 18                                            | 01.02.2003                                  | Хасбанд Рик Даглас                          | США                                         | командир                                        | 45                                          | Шаттл «Колумбия»                            | Разрушение шаттла в атмосфере Земли за 16 минут до посадки  | |
| Погибшие при подготовке к космическому полёту |                                             |                                             |                                             |                                                 |                                             |                                             |                                                             | |
| 1                                             | 23.03.1961                                  | Бондаренко Валентин Васильевич              | СССР                                        |                                                 | 24                                          |                                             | Пожар в сурдокамере при подготовке                          | Самый молодой из погибших космонавтов                                                                    |
| 2                                             | 31.10.1964                                  | Фримен Теодор                               | США                                         |                                                 | 34                                          |                                             | Пожар на тренировочном самолёте                             | Первый погибший в отряде астронавтов НАСА                                                                |
| 3                                             | 27.01.1967                                  | Гриссом Вирджил Айвэн                       | США                                         |                                                 | 40                                          | Аполлон-1                                   | Пожар при проведении тренировок за месяц до старта          | Первые астронавты, погибшие на борту космического корабля                                                |
| 4                                             | 27.01.1967                                  | Уайт Эдвард Хиггинс                         | США                                         |                                                 | 36                                          | Аполлон-1                                   | Пожар при проведении тренировок за месяц до старта          | Первые астронавты, погибшие на борту космического корабля                                                |
| 5                                             | 27.01.1967                                  | Чаффи Роджер                                | США                                         |                                                 | 31                                          | Аполлон-1                                   | Пожар при проведении тренировок за месяц до старта          | Первые астронавты, погибшие на борту космического корабля                                                |
| 6                                             | 05.10.1967                                  | Уильямс Клифтон                             | США                                         |                                                 | 35                                          |                                             | Авиакатастрофа при подготовке                               | |